# 中華人民共和国刑法
中華人民共和国刑法（ちゅうかじんみんきょうわこくけいほう、簡: 中华人民共和国刑法）とは、中華人民共和国の刑法典である。以下、単に条文番号を記載する場合、中華人民共和国刑法の条文を指す。

## 概要
中華人民共和国（以下、単に「中国」という）における刑法の一般法であり、1979年7月1日制定の旧刑法典を全面改正し、全国人民代表大会において1997年3月14日に成立、同年10月1日に施行された。
第1編「総則」と第2編「分則」（各則）から構成されている。総則部分には、基本原則として、刑法の任務のほか、罪刑法定主義や法の適用に関する平等原則なども定められている。

## 罪刑法定主義
旧刑法典には、「本法各則に明文の規定がない犯罪は、本法各則の最も類似する条文に照らして罪を確定し、刑を言い渡すことができる」（旧刑法79条）という、類推適用を容認する規定が存在した。しかし、改正によってこの条文は削除され、第3条では「法律によって明文で犯罪行為と規定されているものは、法律に従って罪を確定し、刑罰を科す。法律によって明文で犯罪行為と規定されていないものは、罪を確定し、刑罰を科すことはできない」として、罪刑法定主義が明文で規定されている。また、「中華人民共和国成立以後本法制定以前の行為は、もし当時の法律が犯罪と認めていないものであれば、当時の法律を適用する」（第12条）という遡及処罰の禁止に関する規定や、「刑罰の軽重は、犯罪者が犯した犯罪行為および負うべき刑事責任に適応しなければならない」（第5条）という罪刑均衡に関する規定も存在する。

## 場所的適用範囲
属地主義を原則とし、中国の領域内及び中国籍の航空機・艦船内における犯罪について適用される（第6条）。また、一定の犯罪に関しては、属人主義によることが規定されており、中国の領域外における中国人による犯罪、あるいは中国人に対する犯罪についても適用される（第7条、第8条）。

## 刑事責任
一定の要件を満たす場合には、「刑事責任を負わない」として犯罪の成立が否定される。ここでいう「刑事責任」とは三分体系（あるいは二分体系）の犯罪論において非難可能性を意味する「責任」とは異なり、日本においては構成要件該当性や違法性の存否が問題とされている事由であっても、一律に「刑事責任を負わない」とされる。

### 故意犯処罰の原則
過失犯は法律に規定がある場合に刑事責任を負うとして、故意犯処罰の原則が定められている（第15条）。また、故意・過失のない行為は犯罪でないと定めている（第16条）。

### 刑事責任年齢
刑事責任を負うのは、原則として満16歳以上の者である（第17条）が、満16歳に満たない者であっても、殺人や傷害致死、強姦、放火等の一定の犯罪に関しては、満12歳以上であれば刑事責任を負う。なお、18歳未満の者に対しては、できるだけ罪を軽くするか、刑を減軽しなければならないとされる。

### 精神病患者等の行為
精神病患者が自己の行為を弁識し、抑制することができない場合の行為に関しては、刑事責任を負わない（第18条）。ただし、必要なときは、政府により「強制医療」の処分を受ける。また、自己の行為を弁識し、抑制する能力を完全に失っていないときに罪を犯した場合は、できるだけ罪を軽くするか刑を減軽することができるとされており、日本の心神耗弱が刑の必要的減軽事由であるのと異なり、任意的減軽事由となっている。
聾唖者及び盲者に関しては、刑の任意的減免事由である（第18条）。

### 正当防衛・緊急避難
正当防衛行為は刑事責任を負わない（第20条）。正当防衛は「不法侵害」に対してのみ認められるが、ここでいう「不法侵害」には、刑事責任を負わないとされる刑事責任年齢に満たない者や精神病患者による行為、すなわち、三分体系においては責任阻却事由に該当する行為も含むと解されている。また、過剰防衛は刑の必要的減免事由であるが、殺人や強奪、強姦等の一定の犯罪に対する防衛行為に関しては、刑事責任を負わないとされている。
緊急避難についても同様に刑事責任を負わず、過剰避難は刑の必要的減免事由である（第21条）。

## 予備・未遂・中止
第22条に予備に関する一般的規定が置かれており、原則として全ての犯罪について予備行為（道具を準備し、条件を作り出す行為）が犯罪となる。ただし、既遂犯と比べて罪を軽くし、または刑を減免することができる。
未遂には中止未遂を含まず、障碍未遂のみを指す。予備と同様に、既遂犯と比べて罪を軽くし、または刑を減免することができる（第23条）。一方、中止は刑の必要的減免事由である（第23条）。

## 共同犯罪
共同犯罪とは、二人以上の者が共同してする故意による犯罪をいう（第25条）。共同犯罪の関与者は、その役割に応じて「主犯」と「従犯」に分かれるが、ここに正犯と共犯の区別は存在しない。
主犯とは、犯罪集団を組織・指揮し、犯罪活動を行った者、あるいは共同犯罪において主要な役割を担った者をいう。主犯のうち、犯罪集団を組織・指揮した首謀者は犯罪集団の犯した犯罪の全部について処罰され、それ以外の主犯は、自己が関与、組織・指揮した犯罪の全部について処罰される（第26条）。これに対し、共同犯罪において、副次的あるいは補助的な役割を担った者を従犯という。従犯は、できるだけ罪を軽くするか、刑を減免しなければならない（第27条）。
他人を教唆して犯罪を実行させた者は「教唆犯」となるが、教唆犯は共同犯罪における役割に応じて処罰される（第29条）。すなわち、主要な役割を担っていた場合は主犯に準じ、副次的・補助的役割を担っていた場合は従犯に準じる。また、満18歳未満の者に対して教唆した場合は、できるだけ罪を重くする。なお、正犯と共犯の区別が存在しないため、共犯の従属性は問題とならず、被教唆者が犯罪を実行しなかった場合も教唆犯は成立する（ただし、できるだけ罪を軽くするか、刑を減軽することができる）。
また、脅迫されて犯罪に加担した者に対しては、犯罪の事情に照らして刑を減免しなければならない（第28条）。

## 単位犯罪
会社、企業、事業体、機関、団体によって行われる社会に危害を及ぼす行為のうち、法律で犯罪と規定されているものを「単位犯罪」という。通説は「機関」を除外し、実務上も「機関」を処罰する実例がないため、実質的には「企業犯罪」である。単位犯罪に対しては、単位（企業や法人）に罰金が科され、併せて直接責任主管人員及びその他の直接責任者も処罰される（第30条）。

## 刑罰
刑罰には主刑と付加刑が存在する。それぞれの刑の種類は次の通りである。

### 主刑
管制
犯罪者を拘束しない自由制限刑。一定期間（3か月以上2年以下）公安機関の監督下に置かれ、言論、出版、集会、結社、デモ行進の自由が制限されるほか、活動状況や住居の移転について公安機関に報告する義務を負う。
拘役
刑期が1か月以上6か月以下の短期自由刑。
徒刑
労働参加義務がある長期自由刑。刑期が6か月以上15年以下（原則）の有期徒刑と、無期徒刑がある。
死刑

### 付加刑
罰金
犯罪の事情に応じて金額を決定する。
政治権利の剥奪
一定期間（1年以上5年以下）以下の権利を剥奪される。
- 選挙権、被選挙権
- 言論、出版、集会、結社、デモ行進の自由、
- 国家機関の職務を担当する権利
- 国有会社、企業、事業単位及び人民団体の指導的職務を担当する権利

なお、死刑、無期徒刑に処された者は、政治的権利を終身剥奪される。
財産没収
犯罪者個人の有する財産の全部又は一部を没収する。

## 各則
1997年の改正の際に、従来は特別法において規定されていた犯罪類型の大部分および軍刑法の規定を編入したため、条文数が非常に多い。
- 第1章 国家の安全を害する罪
- 第2章 公共の安全を害する罪
- 第3章 社会主義市場経済秩序を破壊する罪
  - 第1節 偽劣商品を生産、販売する罪
  - 第2節 密輸の罪
  - 第3節 会社、企業の管理秩序を妨害する罪
  - 第4節 金融管理秩序を破壊する罪
  - 第5節 金融詐欺罪
  - 第6節 徴税の管理を害する罪
  - 第7節 知的財産権を侵害する罪
  - 第8節 市場秩序を攪乱する罪
- 第4章 公民の人身の権利、民主的権利を侵害する罪
- 第5章 財産を侵害する罪
- 第6章 社会の管理秩序を妨害する罪
  - 第1節 公共秩序を攪乱する罪
  - 第2節 司法を妨害する罪
  - 第3節 国境管理を妨害する罪
  - 第4節 文化財の管理を妨害する罪
  - 第5節 公共衛生を害する罪
  - 第6節 環境資源の保護を破壊する罪
  - 第7節 薬物を密輸、販売、運輸、製造する罪
  - 第8節 売春を組織、強迫、誘惑、収用、紹介する罪
  - 第9節 わいせつ物を製造、販売、散布する罪
- 第7章 国防の利益を害する罪
- 第8章 汚職賄賂の罪
- 第9章 涜職の罪
- 第10章 軍人の職責に反する罪